# ORP S-2
ORP S-2 (oznaczenia brytyjskie MA/SB 44, MGB 44) − polski ścigacz artyleryjski z okresu II wojny światowej, jeden z dwu okrętów typu British Power Boat 63′ przejętych przez Marynarkę Wojenną w 1940 roku. W literaturze znany też pod nieoficjalną nazwą Wilczur. Polską banderę podniesiono na nim 19 lipca 1940 roku, jego pierwszym dowódcą był podporucznik Eugeniusz Wciślicki. Uczestniczył w licznych potyczkach z niemieckimi lekkimi siłami morskimi w rejonie kanału La Manche. Wycofany z linii 5 lipca 1944 roku z powodu zużycia, został najprawdopodobniej rozebrany po marcu 1947 roku.

## Historia
Bliźniacze ścigacze S-2 i S-3 zostały zaoferowane Kierownictwu Marynarki Wojennej w zamian za drugi ze ścigaczy torpedowych budowanych w Wielkiej Brytanii, pochodzących z przedwojennego zamówienia złożonego w stoczni J. Samuel White w Cowes (Polsce przekazano tylko pierwszy zamówiony okręt, ORP S-1). Noszące oznaczenia brytyjskie MA/SB (skrót od Motor Anti/Submarine Boat) 44 oraz 45 okręty były budowane na zamówienie Szwecji w stoczni British Power Boat w Hythe pod oznaczeniami T 1 i T 2 i również przejęte po wybuchu wojny przez Royal Navy. Ich projektantem był twórca łodzi wyścigowych Hubert Scott-Paine i razem z czterema dalszymi kutrami budowanymi dla Norwegii przedstawiały typ określany jako ścigacz BPB 63′ (63-stopowy) trzeciej serii. Pierwotnie miały być ścigaczami torpedowymi, lecz Brytyjczycy zdecydowali wykorzystać je do celów przeciwpodwodnych i pozostawić na nich tylko lekkie uzbrojenie artyleryjskie oraz bomby głębinowe. Nie otrzymały jednak przewidzianych hydrolokatorów i ostatecznie przeklasyfikowano je na kutry artyleryjskie.
S-2 przekazano polskiej Marynarce Wojennej 28 czerwca 1940 roku, a przeszedł na jej własność na podstawie porozumienia z 10 lipca 1941 roku. Wcielono go do służby 19 lipca 1940 roku. Jego pierwszym dowódcą został mianowany 11 lipca podporucznik marynarki Eugeniusz Wciślicki. Od stycznia 1941 roku, po zmianie oznaczeń brytyjskich, nosił równoległe oznaczenie MGB 44 (od Motor Gun Boat). Według części literatury, ścigacz nosił także polską nazwę „Wilczur”. Nie była ona jednak oficjalna i nie wiadomo, czy w ogóle była szerzej używana. Spotykana jest też informacja o oznaczeniu MGB 204, ale brak jest jego potwierdzenia.

## Opis konstrukcji
S-2 był ścigaczem artyleryjskim o długości całkowitej 19,2 m, szerokości maksymalnej 5 m i średnim zanurzeniu 1,3 m. Wyporność standardowa wynosiła 24 tony angielskie (ts), pełna około 31 ts. Napęd stanowiły dwa lotnicze silniki benzynowe Rolls-Royce Merlin, o mocy 1100 KM każdy. Szybkość maksymalna na próbach wynosiła 40 węzłów, w służbie nie przekraczała 35 węzłów. Etatowa załoga składała się z dwóch oficerów oraz dziewięciu podoficerów i marynarzy.
W pierwotnej konfiguracji uzbrojenie ścigacza stanowiły: pojedyncze działko automatyczne Oerlikon kal. 20 mm na pokładzie rufowym oraz cztery karabiny maszynowe Lewis kal. 7,7 mm, umieszczone po dwa w wieżyczkach na śródokręciu, po bokach nadbudówki. Ponadto okręt mógł zabierać do dziesięciu bomb głębinowych (prawdopodobnie zamiast działka), w praktyce ich ilość ograniczono po wejściu do służby do czterech, a w sierpniu 1940 do dwóch.
Między październikiem 1941 a styczniem 1942 roku S-2 został przezbrojony. Pozostawiono działko Oerlikona na pokładzie rufowym, natomiast zdemontowano wieżyczki z karabinami maszynowymi. W zamian okręt otrzymał zdwojony wielkokalibrowy karabin maszynowy Vickers kal. 12,7 mm w wieżyczce typu Frazer-Nash, umieszczonej w osi symetrii kadłuba na nadbudówce, oraz dwa podwójne karabiny maszynowe Lewis kal. 7,7 mm na podstawach kolumnowych na burtach na wysokości stanowiska dowodzenia. Ponadto, dzięki wzmocnieniom pokładu rufowego, miał możliwość postawienia do 18 małych min morskich po 30 kg. Miny te, określane jako typ „R” były pływające, połączone linami o długości 33 m, tworzące zagrodę stawianą na kursie wrogich statków, tonącą po około godzinie.

## Przebieg służby
19 lipca 1940 roku S-2 wszedł w skład międzynarodowej 3. Flotylli MA/SB (od 1941: MGB) stacjonującej w Dartmouth a następnie w Fowey i Ramsgate. Wkrótce dołączył do niego bliźniaczy S-3, a następnie także S-1. Razem utworzyły III dywizjon Flotylli, dowodzony przez podporucznika Wciślickiego, nazywanego przez Anglików z uwagi na nazwisko Captain Whisky. Do ich głównych zadań należały: osłona własnych konwojów przybrzeżnych na kanale La Manche, wypady ofensywne w kierunku wybrzeży okupowanych Belgii i Francji oraz patrolowanie brytyjskiego wybrzeża. Administracyjnie polskie ścigacze podlegały polskiemu komendantowi Komendy Morskiej „Południe” w Plymouth, taktycznie dowództwu brytyjskiemu.
Pierwszym sukcesem bojowym załogi S-2 było zestrzelenie niemieckiego bombowca He 111 27 sierpnia 1940 roku w Portsmouth. W nocy z 3 na 4 września S-2 i S-3, eskortujące konwój przybrzeżny, weszły na mieliznę North Goodwin, S-3 odniósł przy tym uszkodzenia i musiał być doholowany do Ramsgate przez bliźniaczą jednostkę. 23 września S-2 znajdował się składzie osłony pancernika „Revenge” podczas bombardowania Cherbourga. W pierwszej połowie marca 1941 roku na S-2 wymieniono jeden z silników. W nocy z 21 na 22 marca okręt wziął udział w krótkiej wymianie ognia pomiędzy brytyjskimi a niemieckimi ścigaczami. Od 10 czerwca do 26 września 1941 roku podporucznika Wciślickiego zastępował na stanowisku dowódcy okrętu podporucznik Maciej Bocheński, w tym czasie na okręcie wymieniono silniki, a we wrześniu skierowano na remont połączony z przezbrojeniem, który trwał do marca 1942 roku. W marcu, kwietniu i czerwcu 1942 roku S-2 wychodził na liczne patrole, w trakcie których między innymi stawiał miny.
Najbardziej znaną akcją S-2 była walka z sześcioma niemieckimi kutrami torpedowymi (Schnellbootami) na kanale La Manche w nocy z 21 na 22 czerwca 1942 roku. S-2 i S-3 wyszły na patrol w rejon francuskiego wybrzeża, lecz S-3 musiał wkrótce zawrócić z powodu defektu silnika. S-2 kontynuował samotnie patrol, podczas którego 38 minut po północy został poinformowany przez radio o wykryciu sześciu jednostek przeciwnika. Ze strony niemieckiej w morze wyszły kutry: S 67, S 70, S 104 z 2. Flotylli i S 48, S 63, S 64, S 109 z 4. Flotylli, przygotowujące się do ataku na brytyjski konwój przybrzeżny (być może jeden zawrócił do bazy). Dowódca S-2 dostrzegł wrogie jednostki około 1.05 i w celu uzyskania zaskoczenia zajął pozycję między nimi a brzegiem francuskim. Polacy otworzyli następnie w ciemnościach ogień, wprowadzając chaos w szyku S-Bootów, które, tracąc atut zaskoczenia, zrezygnowały z akcji. Według polskich relacji, ścigacze niemieckie usiłowały otoczyć polski okręt i także ostrzeliwały się nawzajem. Po kilkuminutowym starciu i wyczerpaniu podręcznej amunicji polski ścigacz wycofał się, mając tylko jedno uszkodzenie burty od niemieckiego pocisku, który wybił dziurę, ale nie wybuchł. Przestrzeleniu uległa też antena. W drodze powrotnej spotkał cztery brytyjskie ścigacze wysłane na pomoc. Następnego dnia porucznik Wciślicki został oskarżony o złamanie otrzymanego przez radio o godzinie 23.10 rozkazu powrotu do bazy po awarii towarzyszącego ścigacza, co tłumaczył niezrozumieniem jego treści przez pomyłkę radiotelegrafisty przy rozszyfrowywaniu tekstu. Dowódca obszaru morskiego Dover admirał Bertram Ramsay oddalił zarzuty, widząc w postępowaniu Polaków nawiązanie do najlepszych tradycji Nelsona. Zakończone faktycznie bez strat po obu stronach starcie zostało w raportach bojowych uznane taktycznym zwycięstwem przy przewadze nieprzyjaciela, a porucznikowi Wciślickiemu przyniosło odznaczenie Krzyżem Srebrnym Virtuti Militari oraz Distinguished Service Cross. Kilku innych członków załogi także otrzymało odznaczenia. Prawdopodobnie od jednego do trzech niemieckich kutrów odniosły lekkie uszkodzenia, być może także od własnego ognia, lecz brak jest ich potwierdzenia.
W nocy z 5 na 6 lipca 1942 roku S-2, płynący na czele pięciu ścigaczy, starł się w kolejnej krótkiej potyczce w obronie przybrzeżnego konwoju z niemieckimi Schnellbootami. 7 sierpnia wraz z S-3 osłaniał atak brytyjskich ścigaczy torpedowych na niemiecki konwój pod Calais. Według raportów pobitewnych udziałem polskich okrętów stało się zatopienie jednego i uszkodzenie następnego ścigacza przeciwnika, lecz porównanie ich z udostępnionymi archiwami strony niemieckiej wskazuje, że najprawdopodobniej doniesienia o tych sukcesach były przesadzone. 22 września S-2 oraz dwie jednostki brytyjskie zostały ostrzelane przez myśliwce Luftwaffe. Polski ścigacz pozostawał w akcji przez kolejne miesiące wojny, między innymi w grudniu 1943 roku wraz z S-1 przewoził dywersantów do Francji. Ostatecznie został wycofany z powodu zużycia 5 lipca 1944 roku i odstawiony w Devonport. W marcu 1947 roku był oglądany przez komisję Misji Marynarki Wojennej, ale w związku ze złym stanem zrezygnowano z jego przejęcia. Potem został najprawdopodobniej rozebrany.
Dowódcami S-2 byli następujący oficerowie:
- 19 lipca 1940 r. – 5 października 1942 r. por. mar. Eugeniusz Wciślicki[3]
  - 10 czerwca 1941 r. – 26 września 1941 r. ppor. mar. Maciej Bocheński (tymczasowo)
- 5 października 1942 r. – 5 grudnia 1942 r. ppor. mar. Józef Ponikiewski (tymczasowo)
- 5 grudnia 1942 r. – 14 grudnia 1942 r. ppor. mar. Ludwik Antoszewicz (tymczasowo)
- 15 grudnia 1942 r. – 2 maja 1944 r. por. mar. Witold Szuster
- 3 maja 1944 r. – 5 lipca 1944 r. ppor. mar. Jerzy Krasucki (p.o.).